# Odontopera belli
Odontopera belli là một loài bướm đêm trong họ Geometridae.